# Chaetaspis fragilis
Chaetaspis fragilis är en mångfotingart som först beskrevs av Loomis 1943.  Chaetaspis fragilis ingår i släktet Chaetaspis och familjen spökdubbelfotingar. Inga underarter finns listade i Catalogue of Life.